# Makhmudjon Makhamadjonov
Makhmudjon Makhamadjonov (ur. 30 czerwca 2003) – uzbecki piłkarz, występujący na pozycji obrońcy w uzbeckim klubie Bunyodkor Taszkent oraz w reprezentacji Uzbekistanu U-20.

## Kariera
Na podstawie:
| Klub               | Miasto   | Debiut                                                 | Sukcesy | Mecze w międzynarodowych pucharach |
| ------------------ | -------- | ------------------------------------------------------ | ------- | ---------------------------------- |
| Bunyodkor Taszkent | Taszkent | 3 marca 2022 Bunyodkor Taszkent 0:0 Soʻgʻdiyona Dżyzak | –       | –                                  |

## Statystyki

### Klubowe[2][3]
(aktualne na dzień 23 maja 2023)
| Klub               | Sezon   | Liga            | Liga  | Liga   | Puchar krajowy | Puchar krajowy | Kontynentalne | Kontynentalne | Suma  | Suma   |
| Klub               | Sezon   | Liga            | Mecze | Bramki | Mecze          | Bramki         | Mecze         | Bramki        | Mecze | Bramki |
| ------------------ | ------- | --------------- | ----- | ------ | -------------- | -------------- | ------------- | ------------- | ----- | ------ |
| Bunyodkor Taszkent | 2023    | Oʻzbekiston PFL | 14    | 0      | 2              | 0              | –             | –             | 16    | 0      |
| Bunyodkor Taszkent | Łącznie | Łącznie         | 14    | 0      | 2              | 0              | 0             | 0             | 16    | 0      |

### Reprezentacyjne[4]
(aktualne na dzień 23 maja 2023)
| Występy i gole w reprezentacji U-20 | Występy i gole w reprezentacji U-20 | Występy i gole w reprezentacji U-20 | Występy i gole w reprezentacji U-20 | Występy i gole w reprezentacji U-20 | Występy i gole w reprezentacji U-20 | Występy i gole w reprezentacji U-20 | Występy i gole w reprezentacji U-20 | Występy i gole w reprezentacji U-20         |
| Lp.                                 | Data                                | Miasto                              | Przeciwnik                          | Wynik                               | Czas                                | Gole                                | Inne                                | Rozgrywki                                   |
| ----------------------------------- | ----------------------------------- | ----------------------------------- | ----------------------------------- | ----------------------------------- | ----------------------------------- | ----------------------------------- | ----------------------------------- | ------------------------------------------- |
| 1.                                  | 24.09.2022                          | Taszkent                            | Słowacja U-20                       | 2:0 (2:0)                           | 1'–90'                              |                                     |                                     | mecz towarzyski                             |
| 2.                                  | 14.02.2023                          | Aksu                                | Tadżykistan U-20                    | 0:0                                 | 1'–90'                              |                                     |                                     | mecz towarzyski                             |
| 3.                                  | 1.03.2023                           | Taszkent                            | Syria U-20                          | 2:0 (1:0)                           | 1'–90'                              |                                     |                                     | Mistrzostwa Azji U-20 w piłce nożnej 2023   |
| 4.                                  | 4.03.2023                           | Taszkent                            | Irak U-20                           | 1:0 (1:0)                           | 1'–90'                              |                                     |                                     | Mistrzostwa Azji U-20 w piłce nożnej 2023   |
| 5.                                  | 7.03.2023                           | Fergana                             | Indonezja U-20                      | 0:0                                 | 81'–90'                             |                                     |                                     | Mistrzostwa Azji U-20 w piłce nożnej 2023   |
| 6.                                  | 11.03.2023                          | Taszkent                            | Australia U-20                      | 1:1 (0:0) k.5:4                     | 1'–120'                             |                                     |                                     | Mistrzostwa Azji U-20 w piłce nożnej 2023   |
| 7.                                  | 15.03.2023                          | Taszkent                            | Korea Południowa U-20               | 0:0 k.3:1                           | 1'–120'                             |                                     |                                     | Mistrzostwa Azji U-20 w piłce nożnej 2023   |
| 8.                                  | 18.03.2023                          | Taszkent                            | Irak U-20                           | 1:0                                 | 1'–90'                              |                                     |                                     | Mistrzostwa Azji U-20 w piłce nożnej 2023   |
| 9.                                  | 28.03.2023                          | Taszkent                            | Rosja U-20                          | 0:2 (0:1)                           | 68'–90'                             |                                     |                                     | mecz towarzyski                             |
| 10.                                 | 20.05.2023                          | Santiago del Estero                 | Argentyna U-20                      | 1:2 (1:2)                           | 1'–90'                              | 1                                   |                                     | Mistrzostwa Świata U-20 w Piłce Nożnej 2023 |

## Osiągnięcia
Na podstawie:

### Klubowe
(stan na 23 maja 2023)
Brak ważniejszych osiągnięć.

### Reprezentacyjne
(stan na 23 maja 2023)
Brak ważniejszych osiągnięć.